# Прапор Ружина
Пра́пор Ру́жина затверджений 19 травня 2000 р. рішенням Ружинської селищної ради. Автор проекту прапора — А. Гречило.

## Опис прапора
Квадратне полотнище, з нижнього краю до середини верхнього краю йде синій клин, на якому жовтий знак князів Ружинських, обабіч на жовтому фоні по червоній троянді з зеленими листочками.

## Зміст символів
Герб князів Ружинських підкреслює їх роль в історії поселення. Дві геральдичні троянди (ружі) як асоціативний називний символ вказують на назву селища.